# 斯基提亞

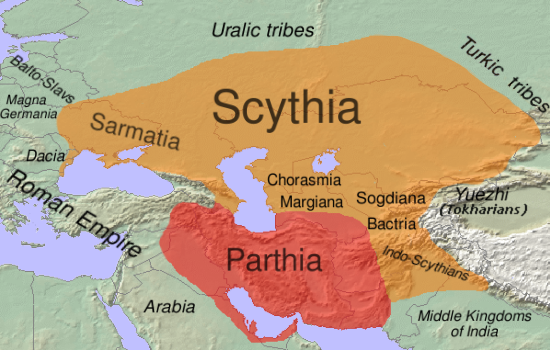
西元前100年的斯基提亞地區

斯基提亞（Skythía，/siθiə/或/siðiə/）， 亦稱「斯基泰」或「斯基台」  ，又譯為西徐亞、西古提、叔提雅、斯基啡亞。在希臘古典時代，古希臘人對其北方草原游牧地帶的稱呼。這個區域為歐洲東北部至黑海北岸，經中亞草原一直延伸到他們不知道的領土之外，這整塊區域都被古希臘人稱呼為斯基提亞，包括了東歐大草原、中亞與東歐等地。
斯基提亞原義為斯基泰人之地。斯基泰人由西元前11世紀開始，居住在此地，一直到西元2世紀前後。

## 地理分布
在希臘古典時代所說的斯基提亞，包括了以下地區：
- 東歐大草原
- 哈薩克草原（Kazakh Steppe）
- 高加索山區北方